# Jedlice (województwo zachodniopomorskie)
Jedlice (nazwa przejściowa – Augustów)– wieś w Polsce położona w województwie zachodniopomorskim, w powiecie pyrzyckim, w gminie Lipiany.
| SIMC    | Nazwa     | Rodzaj     |
| ------- | --------- | ---------- |
| 0778188 | Brzostowo | przysiółek |
| 0778171 | Dzieżno   | przysiółek |

W latach 1975–1998 miejscowość administracyjnie należała do województwa szczecińskiego.